# Sainte-Foy-l’Argentière
Sainte-Foy-l’Argentière ist eine französische Gemeinde mit 1292 Einwohnern (Stand 1. Januar 2022) im Département Rhône in der Region Auvergne-Rhône-Alpes. Sie gehört zum Arrondissement Lyon und zum Kanton L’Arbresle.

## Nachbargemeinden
Nachbargemeinden von Sainte-Foy-l’Argentière sind Saint-Genis-l’Argentière im Nordosten, Aveize im Süden und Souzy im Nordwesten.

## Bevölkerungsentwicklung
| Jahr                       | 1962 | 1968 | 1975 | 1982 | 1990 | 1999 | 2013 |
| Einwohner                  | 1110 | 1114 | 1214 | 1188 | 1152 | 1167 | 1297 |
| Quellen: Cassini und INSEE |      |      |      |      |      |      |      |